# Rex Van de Kamp
Rex Van De Kamp egy szereplő neve az amerikai ABC televíziós csatorna Született feleségek című sorozatában. A karakter megformálója Steven Culp. A magyar változatban Hirtling István kölcsönzi hangját Rexnek.
| „                 | Világéletemben utáltam a temetőket, és most, hogy halott vagyok, még kevésbé szeretem őket. | ” |
| – Rex Van De Kamp |                                                                                             |   |

## Története

### 1. évad
Rex Van De Kamp már az első részben bejelenti Bree-nek, hogy válni akar tőle, ezután ki is költözik a Van De Kamp-házból. Rex és Bree ezután tanácsadásra járnak Dr. Albert Goldfine-hoz, de ez sem segít tönkrement házasságukon, mert Rexnek vannak bizonyos ferde hajlamai, amit fél elmondani feleségének, mert attól tart, hogy az nem értené meg őt. Ezután kiderül, hogy Rexnek viszonya van Maisy Gibbonsszal. Ő megadja Rexnek azt, amit a férfi kér tőle, de egyszer szeretkezésük közben Rex szívrohamot kap. Bree ezt megtudja, és beszél Maisyvel, aki megmondja Bree-nek, hogy viszonya van Rexszel, de mást nem.
Ezután Rexet megműtik. A műtét után Bree kinyilvánítja iránta való gyűlöletét. Az asszony bensőséges barátságba kezd egy patikussal, George Williams-szel. Bree elmondja Rexnek, hogy George-ot csak kihasználja, hogy törlesszen. Amikor Rex megy kiváltani a szívgyógyszerét, ezt elmondja George-nak, aki azonban azt hiszi, hogy hazudik, és elkezdi kicserélni Rex gyógyszereit. Bree rábírja magát, hogy teljesítse Rex vágyait. Rex orvosai megállapítják, hogy Rex teste nem reagál a gyógyszerekre úgy, ahogy kéne. Egyszer Bree és Rex veszekedek, ekkor Rex szívrohamot kap, és Bree beviszi a kórházba, ahol operációra szorul. Bree és Rex megbocsátják egymásnak bűneiket. Rexnek elkészülnek a leletei, a kardiológusa azt állítja, hogy valaki mérgezi őt, majd utal a Bree-vel való kapcsolatának szépséghibáira. Ezután Rex, amikor egyedül marad a szobában, ír egy levelet Bree-nek: „Bree, megértem és megbocsátok.”
Ezután fölhívják Bree-t a kórházból és közlik vele, hogy Rex elhunyt.

### 2. évad
Mikor Rex temetése előtt megjelenik Rex édesanyja Phyllis, aki igencsak romokban hever, mikor fölhozza, hogy Rex és Bree házassága rémes volt Bree megtiltja, hogy Phyllis betegye a lábát a temetésre, de végül gyerekei kérésére megbocsát anyósának, de Phyllis eközben erősködik, hogy Rexet az iskolai nyakkendőjében temessék el, de ezt Bree ellenzi, de mikor a temetésen meglátja Rexen a nyakkendőt, Bree körbejárja a szentélyt majd elveszi Tom Scavo nyakkendőjét, fölemeli Rexet a koporsóból és ráadja a nyakkendőt, de ezután újra találkozgat George-al, és ezt Phyllis el is mondja Rex biztosítójának, hogy Bree-nek szeretője van. És még a Rex által írt levél is elég gyanús, ezután kihantolják Rexet, mikor Bree megtudja, hogy Phyllis tehet erről, beülteti egy taxiba, és elküldi jó messzire, mikor kiadják Rex holttestét, Bree szervez egy újratemetést, ahova meghívja barátnőit, ám a hullaházban találkozik Bartoon nyomozóval, aki megmutatja neki a levelet, amit Rex írt, Bree az újratemetésen olyan sokk alá kerül, hogy még jegygyűrűjét is rádobja a koporsóra.
Az évad finálé epizódjában Rex két visszaemlékezésben látható.
Bree Van de Kamp és a férje, Rex a hatéves Andrew-val és a négyéves Danielle-el beköltöznek a Lila Akác közbe. Bree bekopog Mary Alice-hez az asszony egyik kerti békaszobrával, amit Andrew csent el, és bocsánatkérésre kényszeríti Mary Alice és Susan előtt.
Ezután a patikában van Rex és Bree és George Williams kiszolgálja őket.

### 3. évad
Rex A férjem, a disznó című epizódban átveszi Mary Alice helyét, és ő ebben az epizódban a narrátor, s ő mondja el a véleményét Orson-ról, Carlos-ról, Tom-ról, Ian-ről, és Mike-ról.

## Idézetek
- „Tudod mit? Ha az én anyám lennél, én is füveznék.”
- „Kérlek! A nejemmel jársz. Szólíts Rexnek.”
- „Van egy fegyvertartási engedélyed. Van vagy négy pisztolyod. Ha valaki betörne, te védenél meg engem.”

## A Színfalak mögött
- Rex szerepét eredetileg Michael Reilly Burke-nak szánták